# Хаммуда (бей Тунісу)
Хаммуда ібн Алі (араб. أبو محمد حمودة باش‎; нар. 9 грудня 1759 — 15 вересня 1814) — 5-й бей Тунісу з династії Хусейнидів в 1782—1814 роках. Повне ім'я Абу Мухаммад Хаммуда-паша. Держава набула політичного й економічного піднесення, насамперед торгівля та промисловість.

## Життєпис
Старший син бея Алі II. Народився 1759 року в Бардо. 1777 року через важку хворобу батько передав йому владу, залишившись номінальним володарем. 1782 року після смерті Алі II успадкував владу. Зосередив увагу на розбудові портових міст, розвитку армії та флоту. За допомогою голландських інженерів зміцнив передмістя столиці. В медіні Тунісу спорудив декілька казарм. Також гарматну казарму звів в Манубі. Крім того, протягом його панування здійснювалася розбудова резиденції бея в Бардо — Дар ель-бей.
Особливу увагу приділяв війську, основу якого спочатку були яничари, чисельність їх бей збільшив до 9 тис. вояків. Також за допомогою голландців та османів розбудовував потужний флот. 1784 року вступив у конфлікт з Венеційською республікою через захоплення венеційцями туніського торгівельного судна, що стояло біля Мальти. Вона тривала до 1792 року. Венеційці бомбардували порти Суза і Ла-Гулєта, але без успіху. У відповідь туніський флот паралізував венеційську торгівлю. В результаті Венеція сплатила компенсацію за судно та дала багаті дарунки бею.
1793 року рушив на допомогу Юсуфу Караманлі, спадкоємцю пашей Триполі. Туніське військо 1794 року завдало османській армії на чолі із Алі Бургулом поразки біля Триполі, поставивши Караманлі пашею в Триполі. 1795 року остаточно зміцнило владу Караманлі над Киренаїкою. Останній визнав зверхність Хаммуди.
Разом з тим все більшу вагу набували яничари. З огляду на цю небезпеку почав формувати додаткове військо з мамлюків. Внаслідок цього посилилися конфлікти між мамлюками і яничарами.
1801 року долучився до війни Караманлі з Триполі та алжирського дея проти європейських країн та США (так звана Перша  берберійська війна). Лише після поразки паші Триполі 1805 року уклав мирні угоду з США. 1807 року став втручатися у справи Алжирського намісництва, підбурюючи до заколоту бейя Костянтини. У відповідь дей Ахмад Ходжа виступив проти Туніс. Але у битві біля Слатіни Хаммада завдав супротивникові тяжкої поразки. за цим спробував захопити Костянтини, але марно. В результаті змов скинути алжирську залежність й перестав платити дею данину.
1811 року очільники яничарів — аги і баши, — невдоволені беєм, стали готувати заколот. 30 серпня їм вдалося захопити касбу (цитадель) Тунісу. Втім на той час Хаммуда перебував в Бардо. У відповідь той наказав мамелюкам і вірним яничарам взяти в облогу касбу. Зрештою 2/3 яничарів втекло, а інших було схоплено й страчено. За цим було ліквідовано яничарський корпус в Тунісі.
1813 року алжирський дей Хаджи Алі спробував відновити владу над Тунісом, але у битві біля Кефу Хаммудан завдав ворогові нищівної поразки.
Раптово помер 1814 року, ймовірно від отрути, що була змішана з тютюном (за іншою версією була у каві). Йому спадкував брат Усман.